# English spoken
English spoken es una obra de teatro de Lauro Olmo, estrenada en 1968.

## Argumento
Exponente del llamado Teatro del compromiso social, la obra refleja la situación de dos retornados a España procedentes de la emigración: Carlos, un luchador orgulloso de sus valores que trabaja sin pausa para ahorrar y casarse con su novia Luisa y el Míster, un hombre sin escrúpulos y amante del dinero fácil.

## Estreno
- Teatro Cómico, Madrid, 6 de septiembre de 1968
  - Dirección: Alberto González Vergel.
  - Escenografía: Manuel Mampaso.
  - Intérpretes: Lola Herrera, Manuel Tejada, Ramón Duran, Tina Sainz, Alberto Alonso, Ana María Morales, Juan Luis Galiardo, Marisa Paredes, Amparo Gimeno, Braulio Piter, Luis Marín, Luis Ocón, Rafael Duque.